# Eridolius dahlbomi
Eridolius dahlbomi är en stekelart som först beskrevs av Holmgren 1857.  Eridolius dahlbomi ingår i släktet Eridolius och familjen brokparasitsteklar. Arten är reproducerande i Sverige. Inga underarter finns listade i Catalogue of Life.